# Folkeafstemningen om alkoholforbud i Grønland 1978
Folkeafstemningen om alkoholforbud 1978 var en grønlandsk folkeafstemning, der skulle afgøre hvorvidt der skulle indføres et alkoholforbud eller en rationering af alkohol. Valget var en todelt afstemning, hvor befolkningen skulle tage stilling til de to spørgsmål. 55 % af vælgerne stemte imod forbuddet, mens rationeringsforslaget blev godkendt med 58 % af stemmerne.

## Resultat
Er du tilhænger af et totalt alkoholforbud?
| Valg                                                                | Stemmer | %     |
| ------------------------------------------------------------------- | ------- | ----- |
| For                                                                 | 5,620   | 44.90 |
| Imod                                                                | 6,898   | 55.10 |
| Total                                                               | 12,518  | 100   |
| Kilde: Direct Democracy Arkiveret 4. marts 2016 hos Wayback Machine |         |       |

Hvis der ikke indføres et totalt forbud, er du så tilhænger af rationering?
| Valg                                                                | Stemmer | %     |
| ------------------------------------------------------------------- | ------- | ----- |
| For                                                                 | 6,236   | 58.76 |
| Imod                                                                | 4,376   | 41.24 |
| Total                                                               | 10,612  | 100   |
| Kilde: Direct Democracy Arkiveret 4. marts 2016 hos Wayback Machine |         |       |

## Eftervirkninger
Efter folkeafstemningen, blev rationering indført i august 1979. Voksne over 18 år fik begrænset det tilladte forbrug til 72 "point" per måned. Her svarer én 33 cl. øl ét point. Ydermere blev det forbudt at udføre hjemmebrænding.
Pointsystemet førte til intern handel mellem befolkningen, hvor point kunne sælges på den sorte børs for op til 25 kr., hvor en alm. øl kun kostede 5 kr. Forbruget faldt dog fra 18,7 l/pers. til 13,8 l/pers. i 1980. Efter af rationeringen blev skrottet i 1982 steg alkoholforbruget til 22 l/pers.